# روبرت روذرفورد (سياسي)
روبرت روذرفورد (بالإنجليزية: Robert Rutherford) هو سياسي أمريكي، ولد في 20 أكتوبر 1728 في اسكتلندا في المملكة المتحدة، وتوفي في 10 أكتوبر 1803 في تشارلز تاون في الولايات المتحدة. حزبياً، نشط في الحزب الجمهوري الديمقراطي. وقد انتخب عضو مجلس نواب الولايات المتحدة عن ولاية فرجينيا وانتخب عضو مجلس النواب الأمريكي.